# 吳通源
吳通源（?—?），福建連江縣学前铺人，清朝政治人物、同進士出身。
乾隆三十一年（1766年）丙戌科進士，官浙江余杭縣知县。